# Shun’ichi Amari
Shun’ichi Amari (jap. 甘利 俊一 Amari Shun’ichi; ur. 3 stycznia 1936 w Tokio) – japoński matematyk.

## Życiorys
W latach 1954–1958 studiował matematykę stosowaną na Uniwersytecie Tokijskim. Następnie w 1960 roku napisał pracę magisterską na temat podstaw diakoptyki i kodiakoptyki w ujęciu teorii informacji i topologii, natomiast w 1963 roku obronił doktorat dotyczący zastosowania zaawansowanych metod teorii informacji w diakoptyce. Shun’ichi Amari otrzymał wiele krajowych i międzynarodowych nagród, jest profesorem wizytującym prestiżowych uniwersytetów. Jest autorem ponad 200 recenzowanych artykułów, a jego wkład związany jest między innymi z jego autorskimi badaniami nad geometrią informacji i metodą gradientu naturalnego wykorzystywanego w uczeniu maszynowym. W 1959 roku został członkiem zagranicznym Polskiej Akademii Nauk.

## Główne obszary badań
- Geometria informacji

## Wybrane publikacje
- Geometryczna teoria informacji (w jęz. japońskim), Kyōritsu Shuppan, 1968.
- Teoria informacji (w jęz. japońskim), Daiyamondosha, 1971.
- Matematyczna teoria sieci neuronowych (w jęz. japońskim), Sangyō Tosho, 1978.
- Metody geometrii informacji[3], we współpracy z Hiroshim Nagaoką, pierwotnie opublikowana w 1993 roku i opublikowana w USA w 2000 roku przez Amerykańskie Towarzystwo Matematyczne (AMS).

## Nagrody i wyróżnienia
- Nagroda Akademii Japonii (1995)
- Nagroda IEEE Emanuela R. Piore’a (1997)
- Zasłużony dla Kultury (2012)
- Order Kultury (2019)